# 新沟桥街道
新沟桥街道，是中华人民共和国湖北省武汉市青山区下辖的一个乡镇级行政单位。因原24街居委会所辖范围内有一座桥名为新沟桥而得名。1965年，从蒋家墩（现红钢城街道）辖区划出部分区域设立冶金街道，因地处冶金大道两侧而得名。1980年11月，冶金街道分成两个街道，新组建冶金南街道。1981年9月，因原冶金街道办驻地老地名为新沟桥，将原冶金街道更名为新沟桥街道，同时将原冶金南街道更名为冶金街道。
2022年8月3日，将红卫路街道建设四路以东，和平大道以北的和平公园及周边区域划入新沟桥街道蒋家墩社区。调整后新沟桥街道范围：东以建设七路、武九铁路、沿港路中心线与红钢城街道相连，南以冶金大道中心线与冶金街道相邻，西以建设四路、和平大道、工业路中心线与红卫路街道相接，北临长江。

## 行政区划
新沟桥街道下辖以下地区：
临江社区、馨园社区、车站社区、蒋家敦社区、热电社区、科苑社区、新桥社区、光明社区。